# 全辽文
《全辽文》由现代中国史学家陈述辑校的辽人总集。由陈述增订其旧辑的《辽文汇》、《辽文汇续编》而成。中华书局于1982年出版。
陈述自述1935年开始校辑辽文。抗日战争全面爆发后，书稿多方辗转，虽有制版，但未能出版。1949年上海解放后，郭沫若托付李亚农，寻获纸版。校正补齐后，于1953年由中国科学院出版局在北京出版，是为《辽文汇》四册。其后近三十年，各类辽朝文献新出。陈述新著《辽文汇续编》。后两书合并刊成《全辽文》。